# Vườn quốc gia Kahuzi-Biéga
Vườn quốc gia Kahuzi-Biéga là một vườn quốc gia nằm gần thị trấn Bukavu, miền đông Cộng hòa Dân chủ Congo. Nó nằm gần bờ phía tây của Hồ Kivu, gần biên giới với Rwanda. Được thành lập vào năm 1970 bởi nhiếp ảnh gia và là nhà bảo tồn người Bỉ Adrien Deschryver. Tên của vườn quốc gia được đặt theo tên của hai ngọn núi lửa đã tắt là Núi Kahuzi và Biega nằm trong ranh giới của vườn quốc gia. Với diện tích 6.000 kilômét vuông (2.300 dặm vuông Anh), Kahuzi-Biéga là một trong những vườn quốc gia lớn nhất đất nước. Với địa hình đối núi xen lẫn đồng bằng, đây là một trong số ít những nơi trú ẩn cuối cùng của loài Khỉ đột đất thấp phía Đông, một loài trong Sách Đỏ IUCN ở mức Cực kỳ nguy cấp. Vườn quốc gia được UNESCO công nhận là Di sản thế giới từ năm 1980 vì sự đa dạng độc đáo của môi trường rừng nhiệt đới là môi trường sống của một trong số những loài bị đe dọa tuyệt chủng là Khỉ đột đất thấp phía Đông.

## Địa lý
Vườn quốc gia nằm ở phía tây thị trấn Bakavu thuộc tỉnh Nam Kivu với diện tích 6.000 km2 (2.300 dặm vuông Anh). Một phần nhỏ của vườn quốc gia nằm trong dãy núi Mitumba của Đới tách giãn Albertine trong Thung lũng tách giãn Lớn và phần diện tích lớn hơn có địa hình đất thấp. Một hành lang 7,4 km (4,6 mi) là vùng chuyển tiếp giữa đồi núi và đất thấp. Phần phía đông vườn quốc gia là một vùng núi nhỏ hơn rộng 600 km2 (230 dặm vuông Anh), phần lớn hơn có diện tích 5.400 km2 (2.100 dặm vuông Anh) chủ yếu là vùng đất thấp trải dài từ Bukavu đến Kisangani bị rút cạn nước bởi sông Lugulu và Luka đổ vào sông Lualaba. Hai ngọn núi lửa đã tắt nằm trong giới hạn của vườn quốc gia được là Kahuzi cao 3.308 m (10.853 ft) và Biéga cao 2.790 m (9.150 ft).
Lượng mưa trung bình năm của vườn quốc gia đạt 1.800 mm (71 in). Nhiệt độ tối đa trong khu vực đạt 18 °C (64 °F) trong khi thấp nhất là 10,4 °C (50,7 °F).

## Lịch sử
Tiền thân của vườn quốc gia này là Khu bảo tồn rừng và động vật Núi Kahuzi được thành lập vào ngày 27 tháng 7 năm 1937 bởi Toàn quyền Bỉ tại Congo. Kể từ tháng 11 năm 1970, nó trở thành một phần của Vườn quốc gia Kahuzi-Biega. Chỉ 5 năm sau, vườn quốc gia mở rộng bao phủ diện tích 6.000 kilômét vuông (2.300 dặm vuông Anh). Năm 1980, vườn quốc gia được công nhận là Di sản thế giới của UNESCO theo tiêu chí (x) vì môi trường sống rừng mưa nhiệt đới độc đáo và sự đa dạng của các loài động vật có vú, đặc biệt là Khỉ đột đất thấp phía Đông.

## Động thực vật
Vườn quốc gia có sự đa dạng phong phú của hệ động thực vật với 1.178 loài thực vật ở khu vực miền núi, khoảng 136 loài động vật có vú, 349 loài chim.
Đầm lầy, vũng lầy, bãi lầy và rừng ven sông trên nền đất ứ nước ở mọi độ cao là rất hiếm thấy trên toàn cầu. Khu vực đất thấp phía tây của vườn quốc gia bị chi phối bởi rừng mưa xích đạo ẩm ướt Guinea-Congo dày đặc với khu vực rừng chuyển tiếp giữa 1.200 mét (3.900 ft) và 1.500 mét (4.900 ft)